# Emperadriu Lü Zhi
|  | Per altres persones anomenades igual, vegeu Lu Zhi (desambiguació) |

En aquest nom xinès, el cognom és Lü.
L'emperadriu Lü Zhi (呂雉) (morta el 18 agost 180 aC), coneguda normalment com a emperadriu vídua Lü (呂太后, pinyin: Lǚ Tàihòu) o formalment com a emperadriu Gao (高皇后, pinyin: Gaō Huánghoù), nom de cortesia Exu (娥姁), era l'esposa i l'emperadriu de l'emperador Gaozu de Han, el fundador de la dinastia Han. Van tenir dos fills —el finalment emperador Hui i la princesa Luyuan. Després de la mort del seu marit, ella va tenir una relació molt llarga amb un dels seus funcionaris, Shen Yiji (審食其), el marquès de Piyang, la qual va durar fins a la seva mort.

## Rerefons familiar i casament amb Liu Bang
Lü Zhi va néixer en el comtat Shangfu en la província de Shandong durant la tardana dinastia Qin. El seu pare Lü Wen (呂文) havia fugit d'un enemic al comtat Pei (沛縣) i es va fer amic del magistrat del comtat de Pei. El seu futur marit Liu Bang era un oficial menor (泗水亭長) allí. Tant Lü Gong com Liu Bang foren convidats en un banquet celebrat pel magistrat del comtat de Pei. Lü Wen es va soprendre per l'aspecte i el comportament de Liu Bang i va predir que es convertiria en un gran home. Això el va portar a oferir la seva filla, Lü Zhi, a Liu Bang en matrimoni, tot i que Liu era només un funcionari de menor rang. Ella va donar a llum una filla, la posterior princesa Luyuan i, llavors, en el 210 aC, va donar a llum un fill, Liu Ying.
Quan Chen Sheng es va revoltar contra el govern de Qin en el 209 aC, Liu s'uní a la revolta. Durant els propers anys, Lü va viure amb el pare de Liu i va veure poques vegades el seu marit.